# 沙鹀属
沙鵐屬为雀鹀科的一个属。本屬物種皆棲息在草原，部分物種實行一夫一妻制，雙親都會照顧幼鳥。其餘物種會實行一夫多妻制，由母方照顧。

## 命名歷史與分類學
本屬物種為英國鳥類學家威廉·斯溫森於1827年描述。其模式種根據單型關係被指定為，今為黄胸草鹀的一個亞種。其屬名由古希臘語（指「沙漠」）及（指「跑者」）組成。
2018年起，根據國際鳥盟和美國鳥類學家協會的研究資料指出，本屬大部分鳥類應重新分類為兩個新屬：海濱鹀屬和貝氏草鹀屬。重新分類後，本屬目前只剩下三種物種：草地蠅鵐、黃額蠅鵐和黃胸草鵐。

## 下属物种
本属包括以下物种：
- 黄胸草鹀 Ammodramus savannarum (Gmelin, JF, 1789)
- 草地蝇鹀 Ammodramus humeralis (Bosc, 1792)
- 黄眉蝇鹀 Ammodramus aurifrons (Spix, 1825)

## 外部連結
- 维基共享资源上的相關多媒體資源：沙鹀属
- 維基物種上的相關：沙鹀属